# 岐阜県文化財保護センター
岐阜県文化財保護センター（ぎふけんぶんかざいほごセンター）は、岐阜県岐阜市にある埋蔵文化財の調査・研究を行う公立施設（埋蔵文化財センター）。

## 概要
- 遺跡から出土した埋蔵品の調査・研究、出土遺物等を整理・保護保存し、その成果を県民に公開することを主な目的としている。本館の他、高山市に飛騨駐在事務所がある。
- 埋蔵文化財の展示は本館、飛騨駐在事務所の他、岐阜県図書館、スイトピアセンター、高山市風土記の丘学習センターなどの施設でサテライト展示を行っている。
- 2021年（令和3年）3月時点での調査遺跡数は191遺跡、報告書は154集、出土遺物は25,750箱に及ぶ[1]。
- 埋蔵文化財の一部（土器、石器など）が展示されている。

## 沿革
- 1991年（平成3年） - 財団法人岐阜県文化財保護センターとして本巣郡穂積町（現・瑞穂市）の本巣県事務所[2]内に開所。
- 1993年（平成5年） - 大野郡清見村（現・高山市清見町）の中央公民館に飛騨出張所を設置。
- 1994年（平成6年） - 本部が本巣県事務所内から岐阜総合庁舎内へ移転。
- 1996年（平成8年） - 飛騨出張所が吉城郡国府町（現・高山市国府町）に新築移転。
- 1998年（平成10年） - 本部が岐阜市三田洞の旧・岐阜県警察学校跡地に移転。
- 2003年（平成15年） - 財団法人岐阜県教育文化財団文化財保護センターに改称。
- 2009年（平成21年） - 岐阜県に移管される。岐阜県の教育機関として、岐阜県文化財保護センターに改称。飛騨出張所を飛騨駐在事務所に改称。
- 2014年（平成26年） - 高山市丹生川町に飛騨駐在丹生川事務所を設置。国府町の飛騨駐在事務所は飛騨駐在国府事務所に改称。
- 2020年（令和2年） - 飛騨駐在国府事務所を飛騨国府事務所。飛騨駐在丹生川事務所を飛騨駐在事務所に改称。

## 主な刊行物
- 発掘調査報告書
- 発掘調査報告会資料
- 図録
  - 徳山の縄文展揖斐川源流旧徳山村のあけぼの　（財団法人岐阜県文化財保護センター・藤橋村教育委員会発行）
  - 縄文人ってなかなかすごい！！〜わくわく徳山縄文ワールド〜　（財団法人岐阜県教育文化財団文化財保護センター・独立行政法人水資源機構徳山ダム建設所発行）
- 年報・事業概要
- 広報誌「きずな」
- 岐阜県文化財保護センター研究紀要

## 住所

### 本部
- 岐阜市三田洞東1丁目26-1

### 飛騨駐在事務所
- 岐阜県高山市丹生川町坊方2109

## 交通アクセス

### 本部
- 岐阜バス茜部三田洞線「三田洞自動車学校口」バス停より徒歩約5分。
  - 岐阜駅（JR岐阜駅バスターミナル）・名鉄岐阜駅（名鉄岐阜のりば）より「N61 三田洞団地」行き。

### 飛騨駐在事務所
- 濃飛バス平湯・新穂高線「町方」バス停より徒歩約8分。
  - 高山駅（高山濃飛バスセンター）より「新穂高温泉」行き。